# 蔡厝港站
蔡厝港站（英語：Choa Chu Kang Station，车站代号：NS4/BP1）是新加坡地铁南北线和轻轨武吉班让线的高架转换站，位于新加坡本岛蔡厝港规划区。该站附近设有蔡厝港巴士转换站，其他设施有第一乐广场、吉丰社区中心及蔡厝港公园。
车站兴建时工程名为武吉班让。该站是新加坡早期地铁系统中第二期规划的一部分，于1990年3月建成启用。1996年后，南北线由兀兰站延伸至此，该站接入南北线。1999年11月轻轨站台投入运营。
2012年，蔡厝港站迎来改造，项目包括南北线站台的半高安全门的安装。2015年，武吉班让轻轨站台也安装了安全栏杆。2016年12月，轻轨线车站又在原有岛式站台的两侧新增了侧式站台，同时加宽地铁轻轨之间换乘楼梯以优化换乘客流。在2018年5月发布的未来规划中，裕廊区域线一期在此设站并于2027年起运营，该站届时将成为一个三线换乘站。

## 历史

### 地铁南北线
1983年10月的早期新加坡地铁规划中，该站命名为武吉班让站。该站在1990年完工，比原定时间提前两年。
1986年1月，总价达9980万新加坡元的武吉班让站工程确定由荣民工程与福联盛两家公司共同承包。除武吉班让站外，该工程还包括武吉巴督与武吉甘柏两站及6公里的沿途高架。1987年3月，该站更名为蔡厝港站。
武吉甘柏站与蔡厝港站间的最后一部分高架桥梁体于1988年1月9日安装到位。1990年3月10日，新加坡地铁支线开通，蔡厝港站成为当时支线的终点站投入运营。1996年2月10日，该站并入兀兰延长线，成为南北线的一部分。

### 武吉班让轻轨
1994年12月，时任新加坡通讯部（现交通部）部长马宝山公布轻轨试点规划，旨在“扩大地铁服务范围及通达程度”。其中蔡厝港站将成为南北线与武吉班让轻轨的换乘站。1996年12月，新加坡总理吴作栋宣布武吉班让轻轨将在三年内完工，预计投入3亿新加坡元。
全长8公里的轻轨设计及建造由吉宝企业、金门建筑、Adtranz三家公司共同完成，合同金额2.85亿新加坡元。1999年11月6日，武吉班让轻轨蔡厝港站对外运营。

### 升级改造
2012年10月31日，陆路交通管理局提出轻轨蔡厝港站增设两个侧式站台的计划，以缓解轻轨线站台的拥挤状况。该提升改造计划还包括加宽连接两线站台的换乘通道阶梯、置换新式闸机、新增通往第一乐广场的通道。轻轨站新增的侧式站台于2016年12月27日投入运营。
2012年，作为地铁系统车站安全提升工程的一部分，陆路交通管理局在南北线站台引进半高安全门。2012—2013年间，车站安装了大型工业节能风扇，此举改善了高架站台的通风。
2015年，轻轨站台安装安全栏杆。蔡厝港站，以及轻轨与滨海市区线的换乘站武吉班让站因承载通勤客流较大，优先安装这一设施，以防止旅客横穿轨道或坠轨。与地铁安装的半高安全门不同，安全栏杆不能伸缩开关，只预留列车上下客的开口。2018年，轻轨站台也装上了新式风扇。

### 裕廊区域线
2018年5月9日由陆路交通管理局发布的规划中，蔡厝港站将可换乘全长24公里的裕廊区域线。裕廊区域线一期由蔡厝港站始，至峇哈路口站分为两条支线去往大华士站与文礼站。一期工程预计于2026年完工。但受2019冠状病毒病疫情的影响，工程将延期至2027年完工。
该线沿途各站及高架的设计与承建方为上海隧道股份有限公司（新加坡），澳昱冠公司任工程首席顾问。工程总价4.652新加坡元。工程亦包括蔡厝港西站与登加站，以及该区间3.4公里的轨道设计施工。
由于裕廊区域线工程需要，蔡厝港巴士转换站在施工期间迁至蔡厝港环道与蔡厝港道的交叉口。原址旁的一栋多层立体停车楼亦于2020年10月拆除。

## 概要
蔡厝港站车站代号NS4/BP1，是地铁南北线（NSL）的途径站（邻近站点为武吉甘柏站及油池站）、武吉班讓輕軌（BPLRT）的终点站（邻近站点南景站）。蔡厝港站是新加坡早期地铁系统中地铁武吉线的终点站，该线作为东西线的支线联通蔡厝港站至裕廊东站。后该支线并入南北线。未来该站还成为裕廊区域线的终点站（邻近站点蔡厝港西站）。
南北线站台上覆倒“V”型坡顶，并采用红砖墙以与周边组屋建筑风格相称。同多数地铁车站相同，南北线为岛式站台设计。而轻轨线站台则为西班牙式站台。兴建中的裕廊区域线站体将达139米长、30米宽。
车站坐落于蔡厝港4道及蔡厝港环道的交叉口上。该站服务于蔡厝港一带组屋，同时还可去往蔡厝港巴士转换站（临时）、第一乐广场、蔡厝港社区中心、吉丰社区中心、蔡厝港公园、南山小学等设施。

### 车站结构
|  | 4   | 側式 · 開左邊车门 · 只供下车                         |  |  |
|  |     | 武吉班让轻轨往蔡厝港（A线经信佳、B线经柏提）（南景） |  |  |
|  | 2 1 | 島式 · ↑開右邊车门 ↓開左邊车门                       |  |  |
|  |     | 武吉班让轻轨往蔡厝港（A线经信佳、B线经柏提）（南景） |  |  |
|  | 3   | 側式 · 開右邊车门 · 只供下车                         |  |  |

|                   |   | 南北线往裕廊东（武吉甘柏） | A |  |
| 島式 · 開右邊车门 |   |                            |   |  |
|                   | B | 南北线往滨海南码头（油池） |   |  |

## 出口
| 出口編號 | 建議前往的目的地 | 照片 |
| -------- | ---------------- | ---- |
| A        |                  |      |
| B        |                  |      |
| C        |                  |      |
| D        |                  |      |
| E        |                  |      |

### 时刻表
| 一－六             | 星期日及 公定假日 | 每日   |         |
| 南北線             |                   |        |         |
| 往 NS1 裕廊東      | 5.39am            | 6.02am | 12.53am |
| 往 NS28 濱海南碼頭 | 5.25am            | 5.44am | 10.56pm |
| 往 NS19 大巴窯     | –                 | –      | 11.38pm |
| 往 NS16 宏茂橋     | –                 | –      | 12.27am |
| 武吉班讓輕軌       |                   |        |         |
| 站台1              | 5.13am            | 5.32am | 11.30am |
| 站台2              | 5.13am            | 5.32am | 11.30am |

## 图库

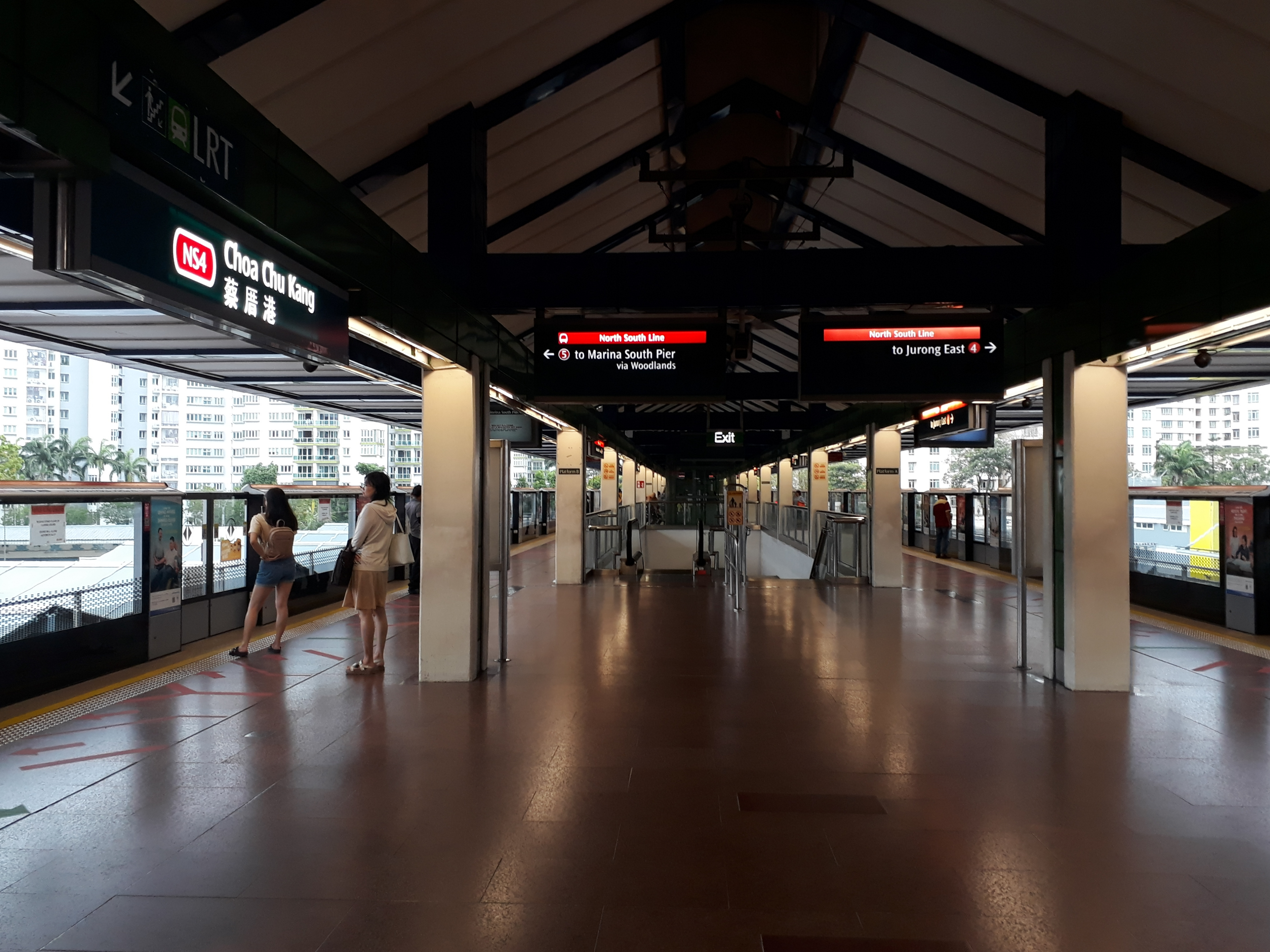
地铁南北线蔡厝港站站台
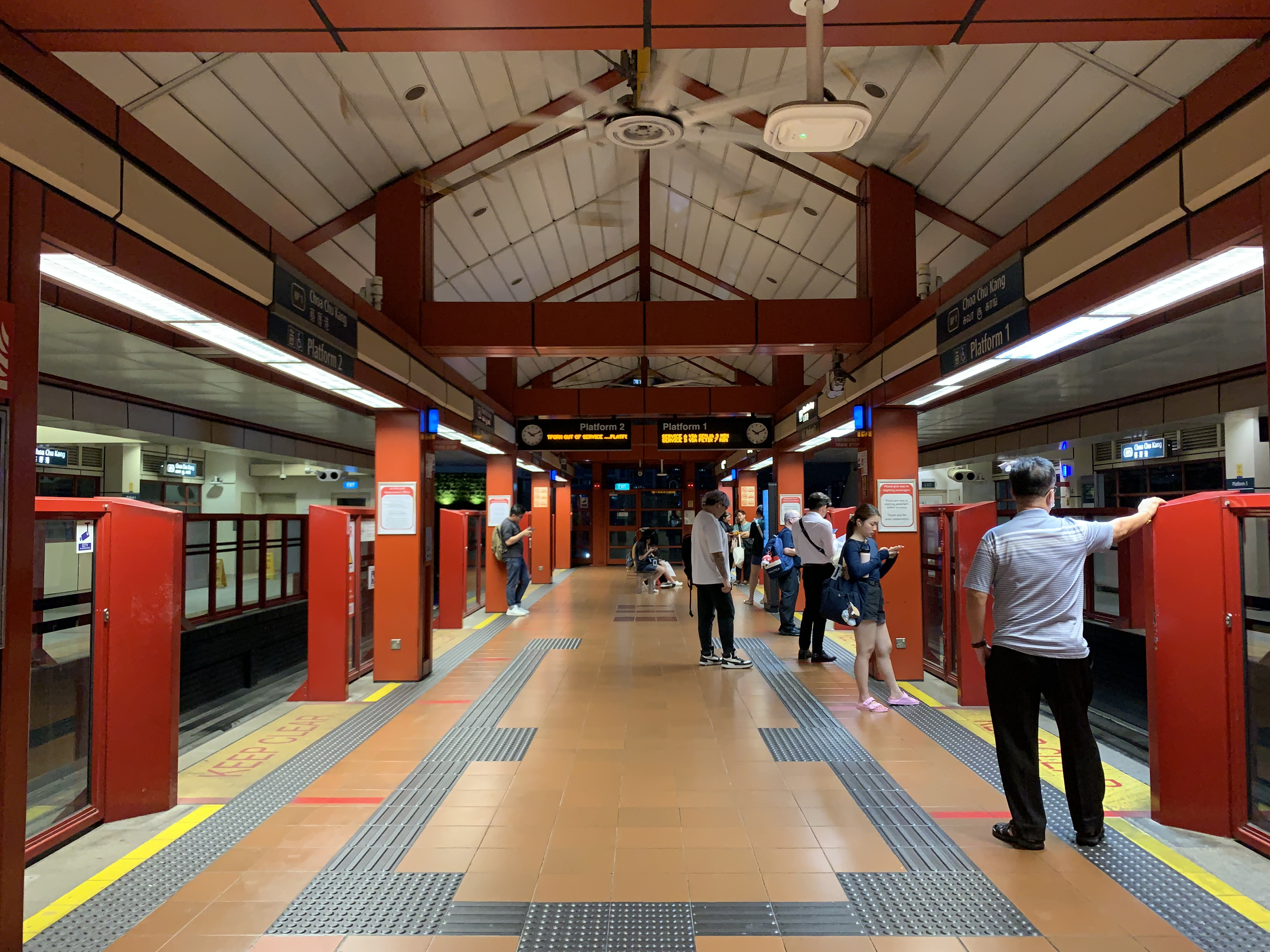
武吉班让轻轨的“一岛两侧”西班牙式站台，图中最右侧的侧式站台仅供下客